# Monoserius pennarius
Monoserius pennarius is een hydroïdpoliep uit de familie Aglaopheniidae. De wetenschappelijke naam is gepubliceerd in 1758 door Linnaeus in de tiende editie van Systema naturae.